# Windsor (hrad)
Hrad Windsor (anglicky Windsor Castle) je královská rezidence ve Windsoru v anglickém hrabství Berkshire, jen 30 kilometrů od Londýna. Je silně spojen s anglickou a následně britskou královskou rodinou a ztělesňuje téměř 1 000 let architektonické historie. Je druhý největší (po Pražském hradě) obývaný hrad na světě.
Původní hrad byl postaven v 11. století po ovládnutí Anglie Normany, kterým velel Vilém I. Dobyvatel. Od časů Jindřicha I. Anglického byl používán vládnoucím monarchou a je nejdéle obydleným palácem Evropy. Bohaté státní apartmány zámku z počátku 19. století popsal historik umění Hugh Roberts z počátku 20. století jako „vynikající a bezkonkurenční sled místností, které jsou obecně považovány za nejlepší a nejúplnější vyjádření pozdějšího georgiánského vkusu“. Uvnitř hradních zdí je kaple sv. Jiří z 15. století, kterou historik John Martin Robinson považuje za „jeden z největších úspěchů anglického kolmého gotického“ designu.
Postupně nahrazen kamenným opevněním vydržel hrad během první baronské války na počátku 13. století delší obléhání. V polovině století postavil Jindřich III. Plantagenet na hradě luxusní královský palác a Eduard III. šel ještě dále a přestavěl palác, aby vytvořil ještě velkolepější sadu budov, které se stanou „nejdražším světským stavebním projektem celého středověku“ v Anglii. Eduardův základní design trval během tudorovského období, během něhož Jindřich VIII. Tudor a Alžběta I. stále více využívali hrad jako královský dvůr a centrum diplomatické zábavy.
Windsorský hrad přežil bouřlivé období anglické občanské války, kdy byl využíván jako vojenské velitelství parlamentními silami a vězení pro Karla I. Stuarta. Při obnově monarchie v roce 1660 Karel II. Stuart přestavěl velkou část hradu Windsor pomocí architekta Hugha Maye, který vytvořil soubor extravagantních barokních interiérů. Po období zanedbávání v průběhu 18. století Jiří III. a Jiří IV. renovovali a přestavěli palác Karla II. na kolosální náklady a vytvořili současný design státních apartmánů, plné rokokového, gotického a barokního nábytku. Královna Victorie provedla na zámku několik drobných změn, které se po většinu její vlády staly centrem královské zábavy. Hrad Windsor byl využíván jako útočiště královské rodiny během bombardovacích akcí Luftwaffe v průběhu druhé světové války a v roce 1992 přežil požár.
Plocha, kterou hrad zabírá, činí přibližně 45 000 čtverečních metrů. Tento výpočet vyplývá z plochy, která byla odkryta v roce 1992 při požáru, a byla odhadnuta na jednu pětinu celkové plochy hradu. Je oblíbenou turistickou atrakcí, místem pořádání státních návštěv a byl preferovaným víkendovým domovem královny Alžběty II. Na hradě Windsor zemřel princ Philip, vévoda z Edinburghu.

## Historie
Hrad Windsor má dlouhou a velmi bohatou historii. Angličtí panovníci jej obývají déle než 900 let. Od té doby se tam vystřídaly čtyři desítky panovníků. Hrad se za dobu své existence stále vyvíjel až do dnešní podoby, která je zobrazena na plánku. V průběhu dějin byl opakovaně přestavován, postupně rozšiřován, až dosáhl dnešních úctyhodných 45.000 metrů čtverečních.
Ve středu hradu se nachází uměle vytvořený pahorek (v plánku písmeno A), na kterém Vilém I. Dobyvatel (1028–1087) vybudoval krátce po invazi Normanů v roce 1075 první dřevěný hrad. Jeho původní role byla strategická, protože stojí na strmém kopci s výhledem na řeku Temži. Rozsáhlé stavební práce proběhly za vlády Jindřicha II. Plantageneta (1133–1189). V době jeho panování vznikly první kamenné stavby, k nim patří i dodnes zachovalá kruhová kamenná věž. Sídlem anglických panovníků se Windsor stal za vlády krále Eduarda III. (1327–1377).
Podobu hradu, kterou známe dnes, získal Windsor v 17. století za vlády Karla II. Jeho plánem bylo vytvořit z Windsoru  nejokázalejší a nejkrásnější hrad v Anglii. Vybudoval nové části, například státní apartmány vyzdobené stropními malbami a řezbářskou výzdobou. Jeho následník Jiří IV. pokračoval ve vylepšování hradu a doplnil interiéry o umělecké kousky a vkusné dekorace.

## Části hradu Windsor

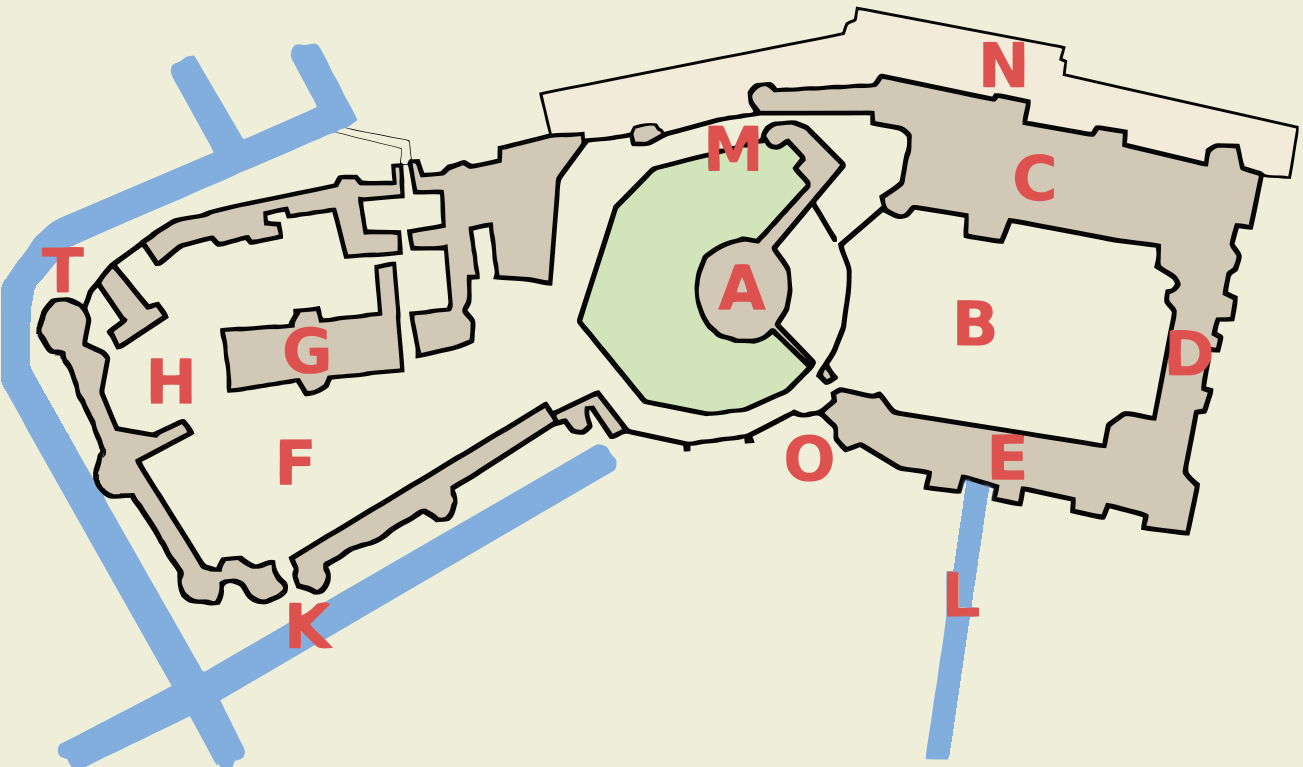
Plánek hradu Windsor - A: Kruhová věž, B: Horní nádvoří známé jako Quadrangle, C: Reprezentační pokoje, D: Soukromé pokoje s výhledem na Východní terasu (East Terrace), E: Jižní křídlo (South Wing) s výhledem na Long Walk, F: Dolní nádvoří, G: Kaple svatého Jiří, H: Klášter Horseshoe (Horseshoe Cloister), K: Brána krále Jindřicha VIII (hlavní vchod), L: Long Walk, M: Normanská brána, N: Severní terasa (North Terrace), O: Věž Edwarda III, T: Věž Curfew Tower

Jednotlivé části hradu jsou na plánku označeny písmeny. Do hradu vedou dvě brány: brána krále Jindřicha VIII. (hlavní vchod v plánku označený písmenem K) a Normanská brána (M).
Na horním nádvoří (Quadrangle, B) se nachází nejstarší část hradu Kruhová věž (A), dále jsou zde reprezentační pokoje (State Apartments, C) a soukromé pokoje s výhledem na východní terasu (East Terrace, D). Nádvoří je uzavřeno jižním křídlem (South Wing, E) s výhledem na Long Walk (L) a věží Edwarda III. (O). Na severu je obklopeno severní terasou (North Terrace, N).
Na dolním nádvoří (F) se nachází kaple sv. Jiří (St. George Chapel, G). Byla postavena v letech 1475 –1528 a patří k nejlepším ukázkám pozdní gotiky v Anglii. Měří na délku 55,5 metru a na šířku má 9 metrů. Je využívána při slavnostních ceremoniích a usadí se zde až 162 královských hostů. Je vyzdobena erby všech rytířů Podvazkového řádu, který byl založen v roce 1348. Je to místo, kde proběhlo mnoho královských svateb i pohřbů. Je zde pohřbeno deset panovníků, včetně Jindřicha VIII. nebo Karla I.
Na dolním nádvoří se dále nachází klášter Horseshoe (Horseshoe Cloister, H) a věž (Curfew Tower, T). Nedaleko od kaple sv. Jiří je Pamětní kaple prince Alberta, kterou nechala vybudovat královna Viktorie pro svého milovaného manžela.
Jednou z nejznámějších atrakcí hradu je mistrovské dílo miniatury a zároveň dům pro panenky v měřítku 1:12 (Queen Mary’s Doll’s House). Královna Mary z Tecku (manželka Jiřího V.) jej dostala v roce 1924. Tento třípatrový domeček se nachází na severní terase a má vše, co má opravdový honosný palác mít: elektrické vedení, koupelnu s tekoucí vodou a řadu místností pro šlechtu i poddané. Královskou ložnici s postelí a nebesy, honosnou jídelnu, pokojíčky pro služebnictvo, obrovskou společenskou místnost s krbem ve stylu hradů a zámků.

## Současnost hradu

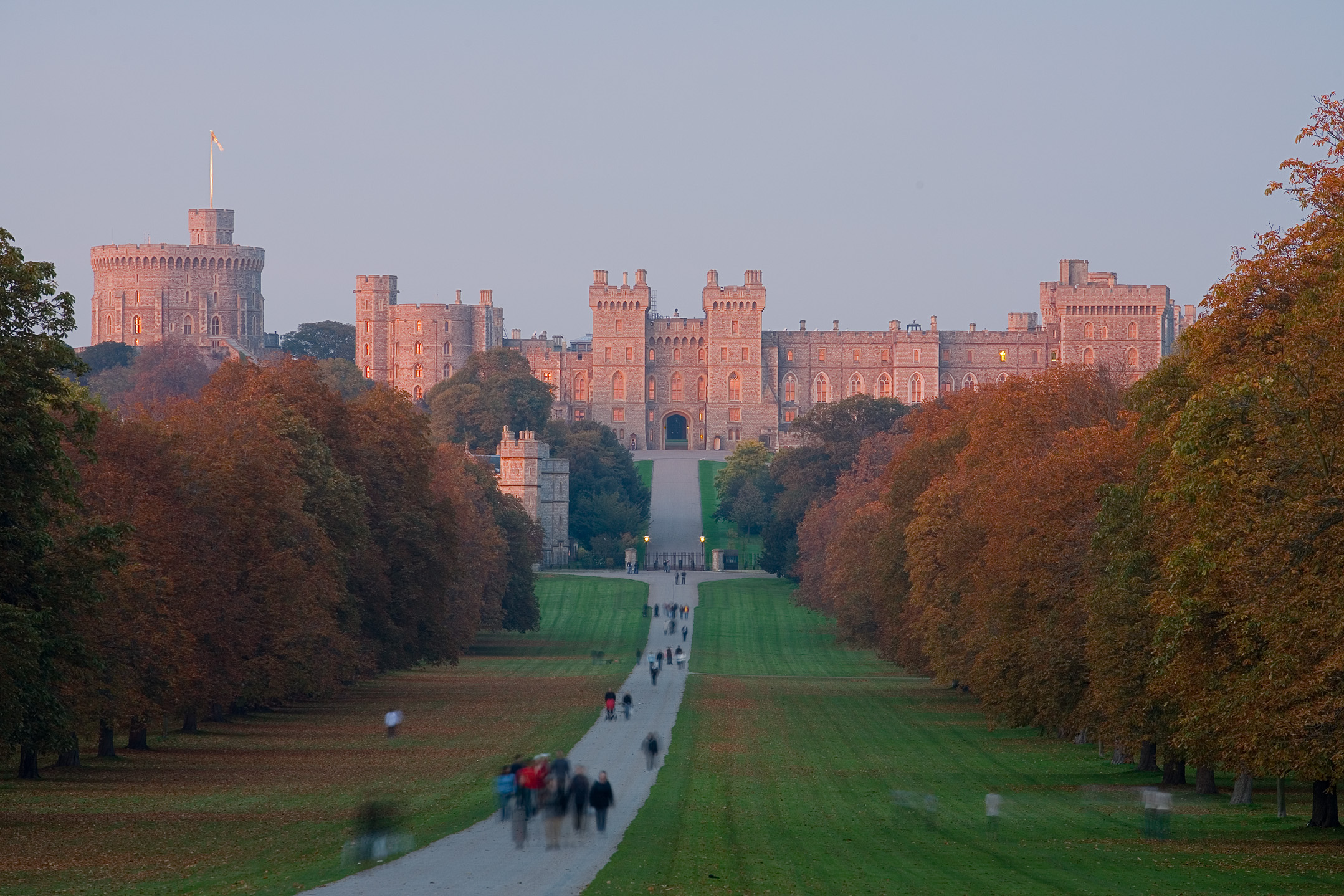
Tisíc let stará pevnost Windsor Castle přestavěná na královský palác. Silueta hradu, jak ji známe dnes, byla vytvořena v roce 1820 Jeffry Wyatvillem.

Celé sídlo a jeho nádvoří připomínají se svými zelenými trávníky a stromy spíše park. Od jara do podzimu kvetou růže v královnině Jubilejní zahradě. Byla vybudována roku 2002 k výročí zlaté svatby Alžběty II. a vévody z Edinburghu. Královna a její manžel trávili volné víkendy právě ve Windsoru.

### Hrad a události
Na hradě probíhají soukromé oslavy, jako jsou narozeniny, křtiny nebo svatby. V roce 2005 si zde princ Charles bral Camillu Parkerovou Bowlesovou. Velké ceremoniály se konají každoročně o Velikonocích a v červnu. Panovník při nich v kapli sv. Jiří uděluje Podvazkový řád, jedno z nejvýznamnějších britských vyznamenání. Windsor je i reprezentačním sídlem, kde panovník přijímá zahraniční návštěvy, především ty, kterým chce prokázat přízeň a důvěru.

### Hrad a veřejnost
Hradní komplex je otevřen veřejnosti a návštěvník se dostane prakticky všude. Prohlídkové trasy zahrnují také honosné a prostorné státní apartmány s pozlaceným nábytkem a tisíci obrazů ilustrujících bohatou britskou historii. Pro veřejnost jsou tyto prostory uzavřeny pouze při ceremoniálech nebo státních návštěvách.

### Požár v roce 1992
Síň sv. Jiří byla v listopadu 1992 zničena požárem. Pro hrad to byla katastrofa, která si vyžádala rozsáhlé opravy. Poničená budova byla obnovena a pokryta novou dubovou střechou. Ta se stala největší trámovou střechou, která vznikla v 20. století.

## Galerie

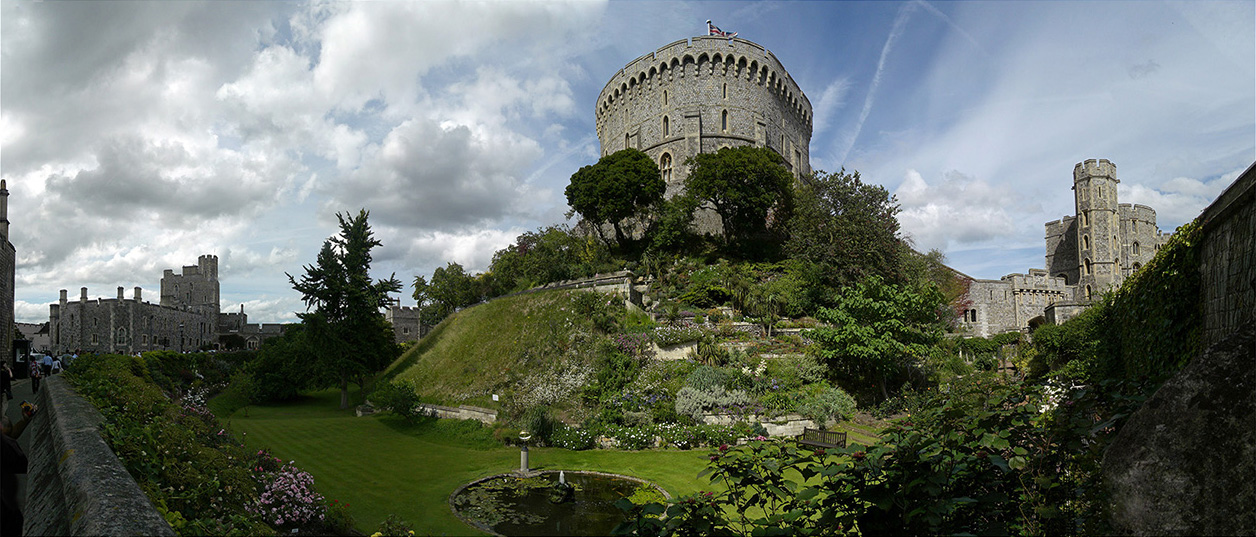
Uměle vytvořený pahorek s kruhovou věží (v plánku písmeno A)
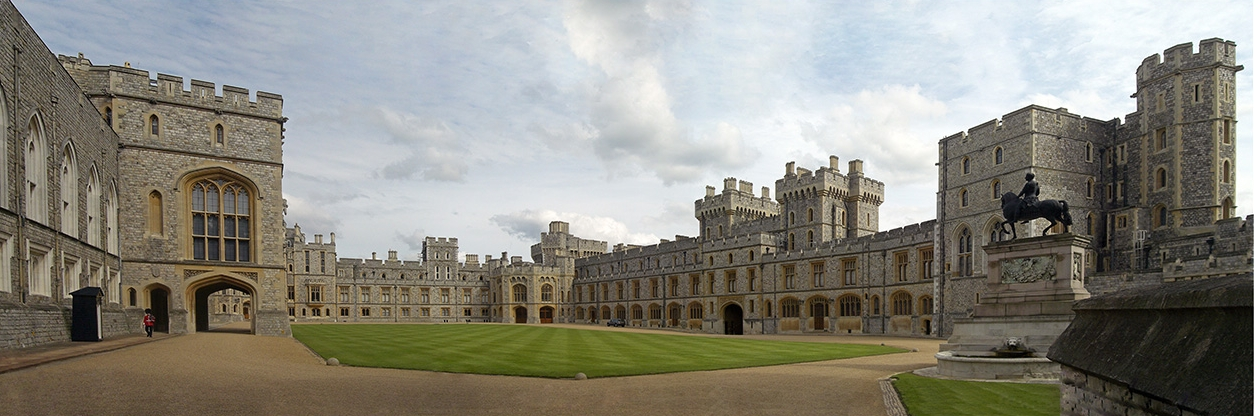
Horní nádvoří (na plánku označeno písmenem B)
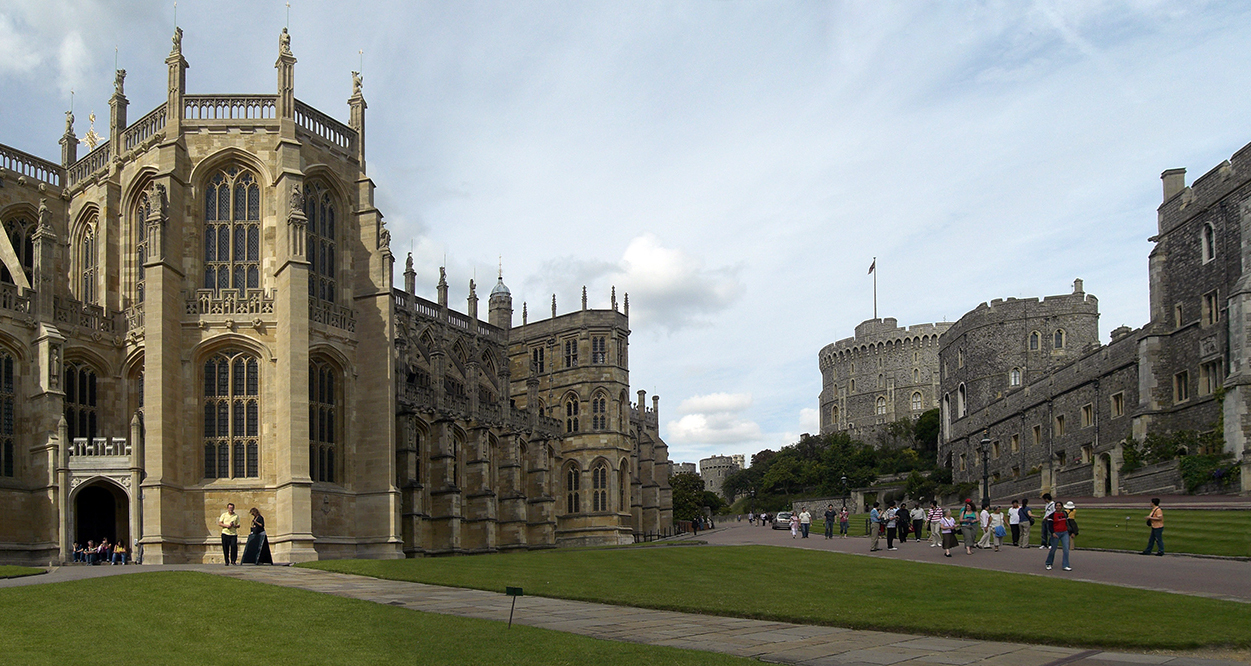
Spodní nádvoří (v plánku označeno písmenem F)
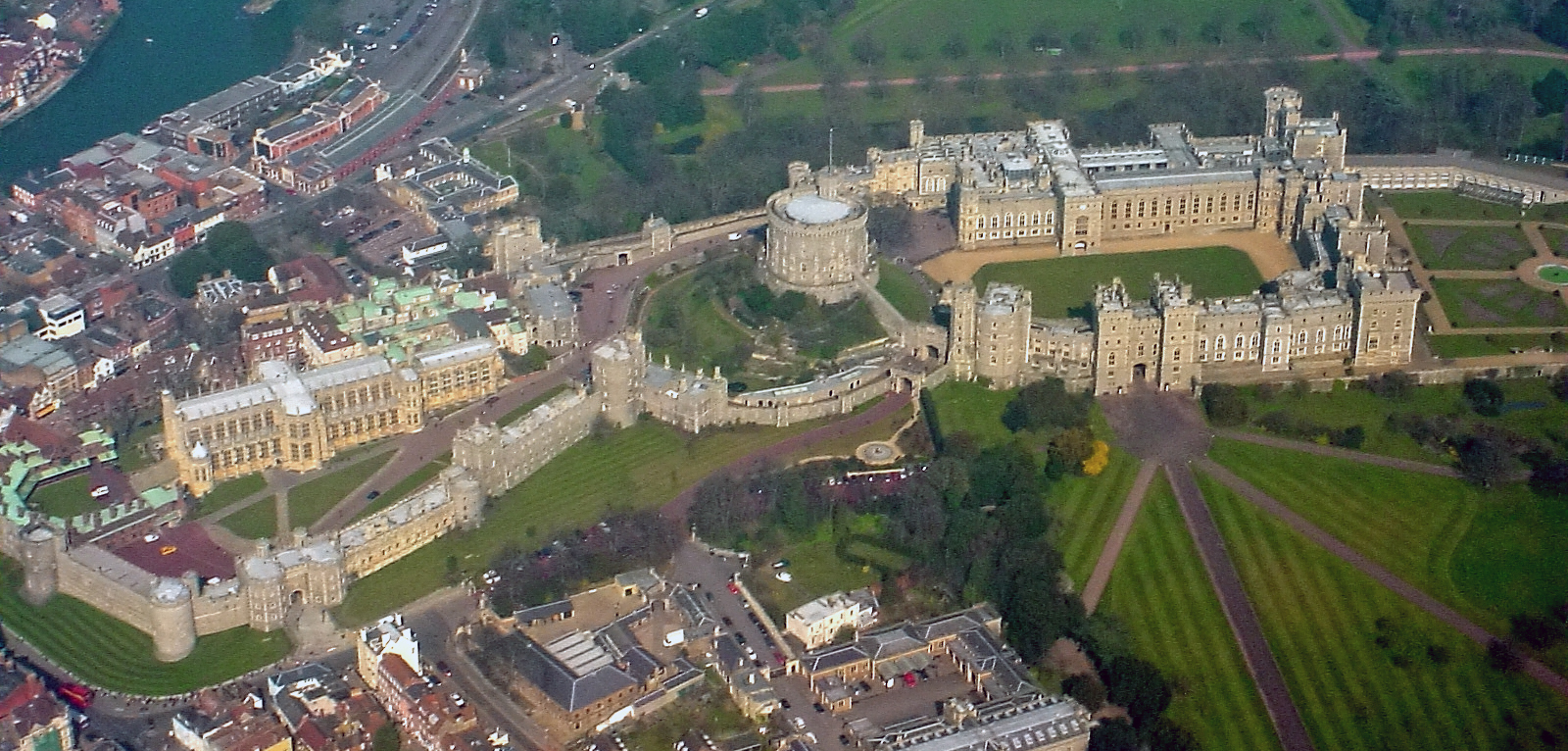
Letecký pohled na Windsor, v pozadí je vidět řeka Temže.
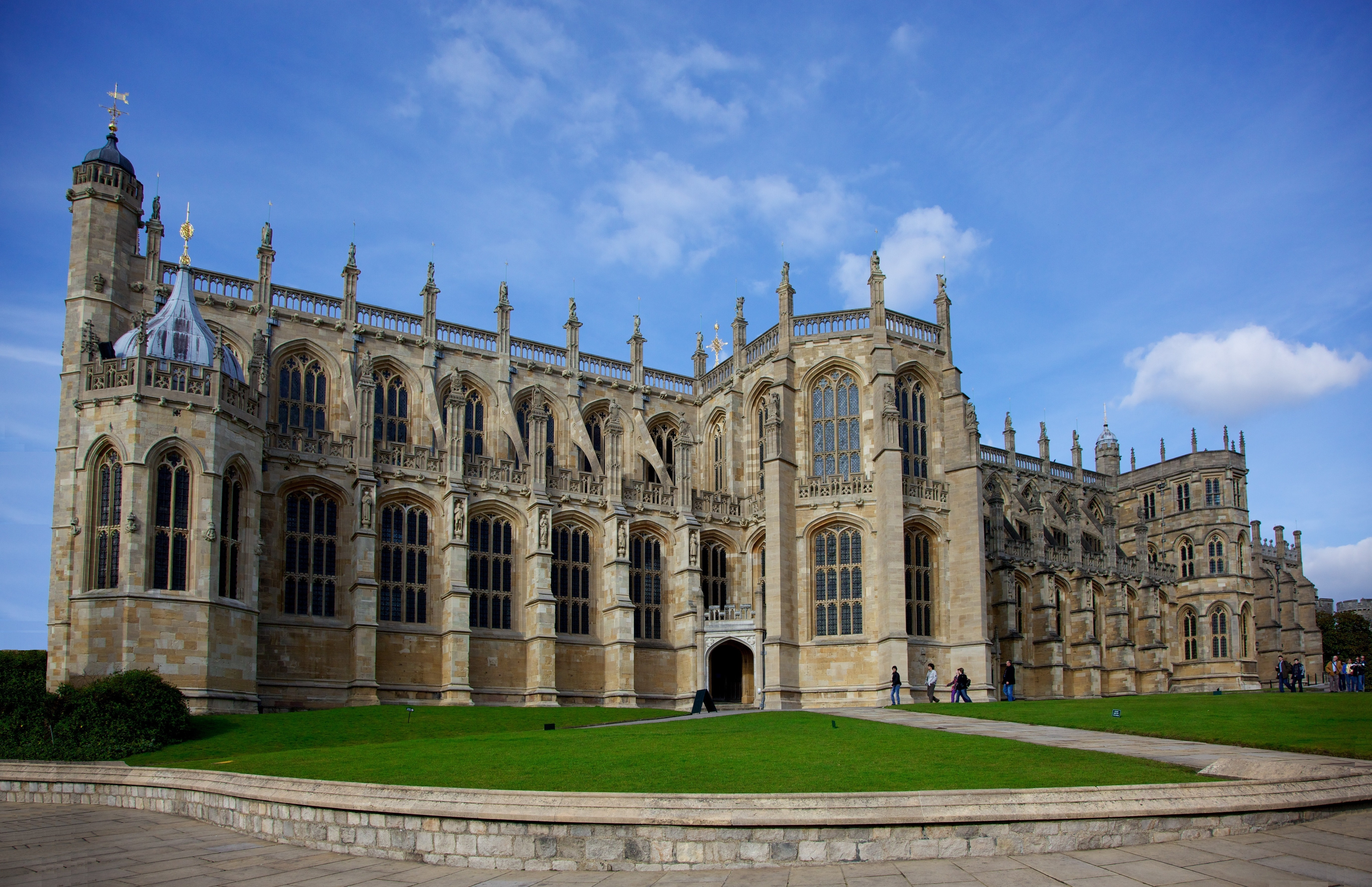
Kaple svatého Jiří